# Cupiansque
Kupiansk (em ucraniano:   Куп'янськ) ou Cupiansque é uma cidade do leste da Ucrânia, situada no Oblast de Carcóvia. Tem 33,34 km² de área e sua população em 2020 foi estimada em 27.584 habitantes.